# Felice Corniola
Felice Corniola (... – VIII secolo) è stato magister militum del Ducato di Venezia per l'anno 739.

## Biografia
Felice fu il secondo maestro dei soldati a succedersi nel governo della Venezia dopo l'assassinio del doge Orso Ipato. Gli succedette nella carica il figlio di quest'ultimo Diodato, che pochi anni dopo riuscì ad essere nominato doge.